# Agelopsis purpureus
Agelopsis purpureus es un coleóptero de la familia Chrysomelidae. Fue descrita científicamente por primera vez en 1954 por Bryant.